# محمدحسن اصغرنیا
محمد حسن اصغرنیا فرزند حسن(8 اسفندماه 1328 - 11 بهمن ١۴٠٣ ) سیاستمدار ایرانی، عضو شورای مرکزی و مسئول آموزش حزب جمهوری اسلامی و از بازماندگان حادثه بمب‌گذاری در دفتر حزب جمهوری اسلامی در سرچشمه تهران بود. وی از جمله شاگردان محمد حسینی بهشتی و استاندار استان های سمنان و کردستان (در زمان ریاست جمهوری محمدعلی رجایی، سید ابوالحسن بنی‌صدر، سید علی خامنه‌ای و نخست وزیری میرحسین موسوی)، مؤسس و رئیس دانشگاه آزاد اسلامی واحد سنندج (1362-1375) بود.
اصغرنیا که متولد رشت بود در سال ۱۳۹۴ برای شرکت در انتخابات پنجمین دوره مجلس خبرگان رهبری از استان گیلان نامزد شد.